# Tipularia
Tipularia – rodzaj roślin z rodziny storczykowatych (Orchidaceae). Obejmuje 5 gatunków występujących w Ameryce Północnej i Azji w takich krajach i regionach jak: Chiny, Himalaje, Japonia, Korea Północna, Korea Południowa, Mjanma, Nepal, Tajwan, Tybet oraz stany Alabama, Arkansas, Delaware, Floryda, Georgia, Illinois, Indiana, Kentucky, Luizjana, Maryland, Massachusetts, Michigan, Missisipi, Missouri, New Jersey, Nowy Jork, Karolina Północna, Ohio, Oklahoma, Pensylwania, Karolina Południowa, Tennessee, Teksas, Wirginia, Wirginia Zachodnia w Stanach Zjednocznonych.

## Systematyka
Rodzaj sklasyfikowany do plemienia Calypsoeae, podrodzina epidendronowe (Epidendroideae), rodzina storczykowate (Orchidaceae), rząd szparagowce (Asparagales) w obrębie roślin jednoliściennych.
Wykaz gatunków
- Tipularia discolor (Pursh) Nutt.
- Tipularia japonica Matsum.
- Tipularia josephi Rchb.f. ex Lindl.
- Tipularia odorata Fukuy.
- Tipularia szechuanica Schltr.